# Чемпионат Европы по настольному теннису 2012
Чемпионат Европы по настольному теннису 2012 года проходил с 17 по 21 октября в датском городе Хернинг на арене дворца спорта «Jyske Bank Boxen».
Во время чемпионата было разыграно 4 комплекта медалей: в одиночном и парном разрядах среди мужчин и женщин.
В мужском одиночном разряде своё чемпионское звание отстоял спортсмен из Германии Тимо Болль, который завоевал в Хернинге шестой индивидуальный титул чампионатов Европы. Всего он имеет 16 золотых медалей европейских чемпионатов. В женском одиночном разряде золото завоевала Виктория Павлович из Беларуси, тем самым вернув себе чемпионское звание, впервые полученное ею в 2010 году в чешской Остраве.

## Итоги

### Мужчины
|                  | Золото                        | Серебро                            | Бронза                                                           |
| ---------------- | ----------------------------- | ---------------------------------- | ---------------------------------------------------------------- |
| Команды          | не проводились                | не проводились                     | не проводились                                                   |
| Одиночный разряд | Тимо Болль                    | Тань Жуйу                          | Адриан Кришан Бастиан Штегер                                     |
| Парный разряд    | Роберт Гардос Даниэль Хабезон | Кристиан Карлссон Маттиас Карлссон | Алексей Ливенцов Михаил Пайков Дмитрий Овчаров Владимир Самсонов |

### Женщины
|                  | Золото                         | Серебро                    | Бронза                                                      |
| ---------------- | ------------------------------ | -------------------------- | ----------------------------------------------------------- |
| Команды          | не проводились                 | не проводились             | не проводились                                              |
| Одиночный разряд | Виктория Павлович              | Сянь Ифан                  | Лю Цзя Ли Сюэ                                               |
| Парный разряд    | Даниэла Додян Елизавета Самара | Георгина Пота Кристина Тот | У Цзядо Кристин Зилберайзен Дора Чилла Мадарас Брит Иерланд |